# Coelostegia kostermansii
Coelostegia kostermansii är en malvaväxtart som beskrevs av Soeg.Reksod.. Coelostegia kostermansii ingår i släktet Coelostegia och familjen malvaväxter. Inga underarter finns listade i Catalogue of Life.